# شوک هموراژیک
شوک هموراژیک (انگلیسی: Hypovolemic shock) صورتی از شوک است که به‌واسطهٔ کم‌حجمی شدید خون (حجم ناکافی خون یا مایعات برون‌سلولی) ایجاد می‌شود. این شوک ممکن است در نتیجهٔ دهیدراتاسیون شدید از طریق مکانیسم‌های مختلف خونریزی نیز ایجاد شود. شوک هموراژیک یک فوریت پزشکی محسوب می‌شود و در صورتی که درمان نشده و به آن رسیدگی نشود، ایسکمی حاصل از آن می‌تواند منجر به آسیب به اعضای بدن و متعاقباً اختلال عملکرد اندام‌های متعدد شود.